# El Perelló (kommun)
El Perelló är en kommun i Spanien.   Den ligger i provinsen Província de Tarragona och regionen Katalonien, i den östra delen av landet, 400 km öster om huvudstaden Madrid. Antalet invånare är 3 378. Arean är 101 kvadratkilometer. El Perelló gränsar till L'Ampolla, Tortosa, L'Ametlla de Mar, Tivenys, Rasquera och Tivissa. 
Terrängen i El Perelló är platt österut, men västerut är den kuperad.